# Catharina Hoen (1345-1368)
Catharina Hoen ook bekend als Catharina van Hoensbroeck Wittem (1345-1368). Zij was een dochter van Nicolaas I (Claes) Hoen ridder Hoen en voogt van Maastricht en Agnes Jansdr. Saecx van Wijck (1310-1356)
Zij trouwde op 20 januari 1363 met Johan II Corsselaar, heer van Wittem en IJse (1340-1405) de zoon van Johan I Corsselaar, heer van Wittem (1310-1375) en Catharina van Holslit (1315-1345). 
Haar schoonvader, Johan I Corsselaar, heer van Wittem, was een bastaardzoon van Jan II, hertog van Brabant en Limburg, graaf van Leuven, markgraaf van Antwerpen en heer van Mechelen (1275-1312) en diens maîtresse Catharina Corsselaar.
Na haar overlijden trouwde Jan II in 1370 met Maria Gellebeck, vrouwe van Beersel, Sint-Lambrechts-Woluwe, Ruisbroek en Hellebeek van Stalle. 
Uit het huwelijk van Catharina en Jan II is geboren:
- Johan III Corsselaar, heer van Wittem (1365-1443)

Familiewapen van Hoensbroeck
Familiewapen Corsselaar van Wittem